# Bartolomeo Caporali

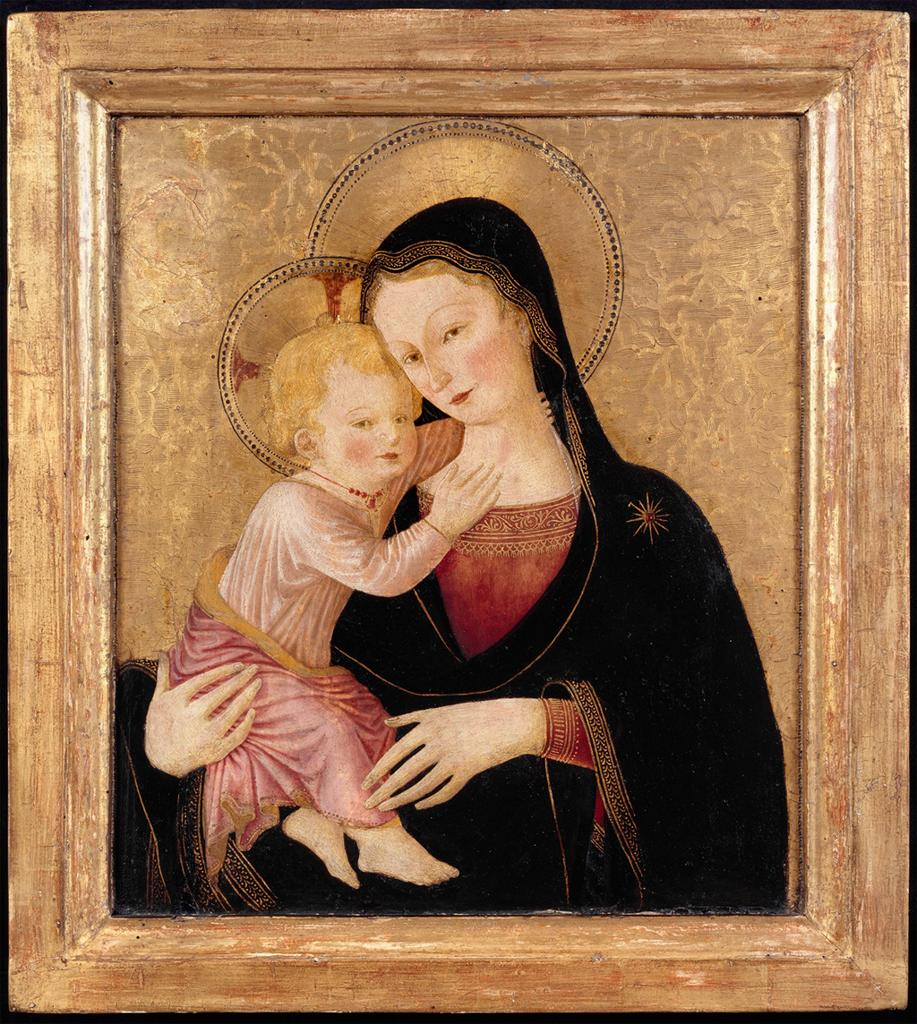
La Virgen y el Niño

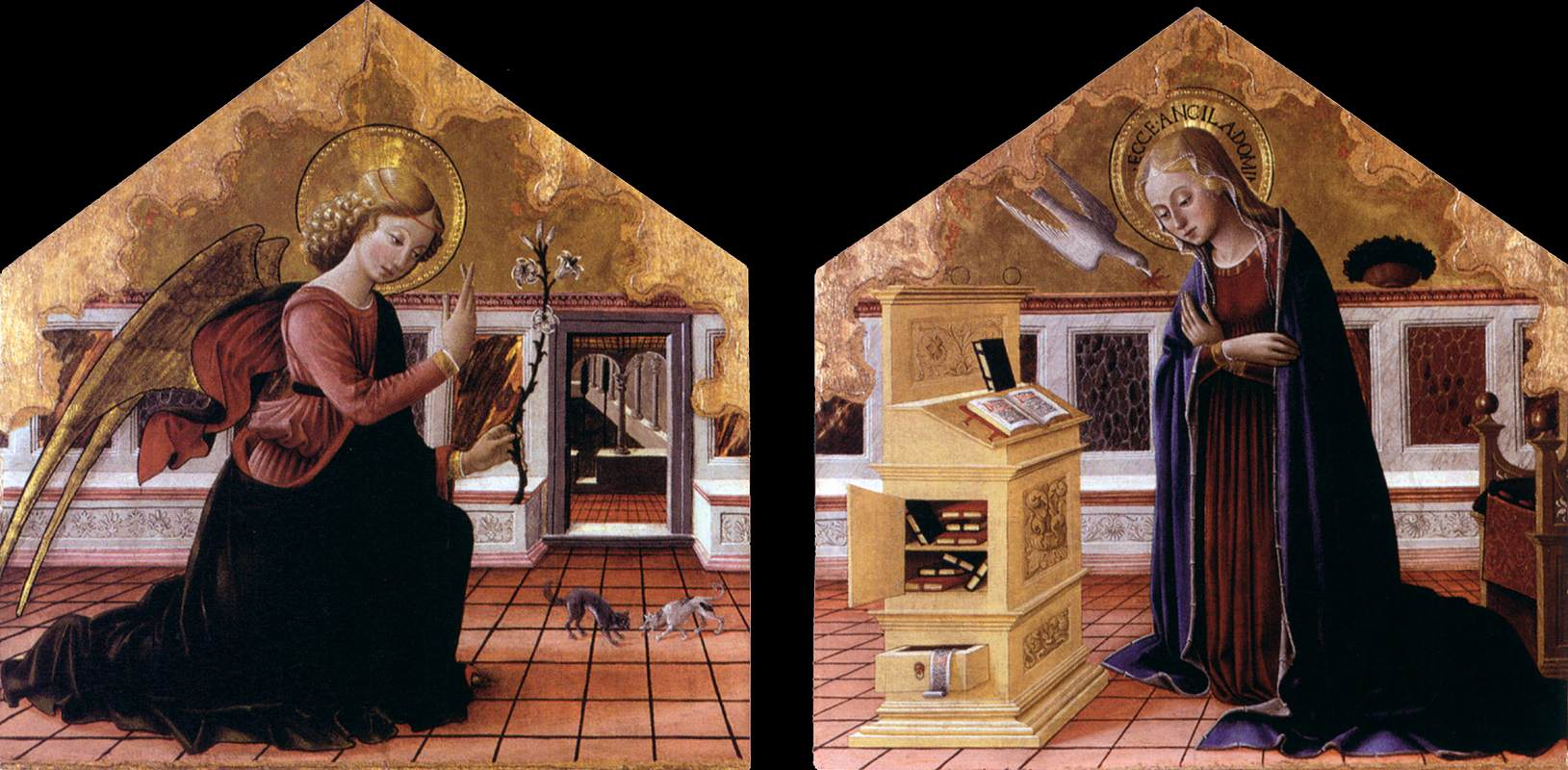
Anunciación

Bartolomeo (di Segnolo) Caporali (Perugia, hacia 1420; Perugia, hacia 1503 - 1505) fue un pintor y miniaturista italiano que vivió y trabajó en Perugia, Umbría, durante el período temprano del Renacimiento. Su estilo fue influenciado por los artistas de Umbría, Gozzoli y Boccati, dos de sus primeros mentores, y continuó evolucionando a medida que los artistas más jóvenes de Umbría entraron en escena, como Fiorenzo di Lorenzo, Perugino y culminaron en el arte de Pinturicchio. Aunque principalmente es pintor, también es conocido por la ejecución de misales, trabajos de restauración, dorados, armaduras, pancartas y decoraciones festivas, lo que refleja su estilo artístico decorativo y orientado a los detalles. Sus obras más famosas incluyen Madonna y Santos (1487) para la iglesia de Santa Maria Magdalena en Castiglione del Lago, La Virgen y el niño entre dos ángeles rezando, y su Adoración de los pastores.

## Vida personal
Caporali nació en la ciudad de Perugia, Italia, en el año 1420. Era de una familia de artistas, incluyendo a su hermano, Giapeco Caporali, y su hijo, Giovanni Battista Caporali. Su padre era un capacitado soldado y un conocido "hombre de armas". Caporali se casó con Brígida di Giovanni Cartolari antes de 1480 y juntos tuvieron siete hijos: tres hijas, Candida, Lucrecia, y Laura y cuatro hijos, Giovanni, que también era pintor, Ser Camillo, Giampaolo, y Eusebio. De acuerdo a los registros de vivienda, vivía en una casa en los alrededores de San Martino, en Perugia, en 1456, de la cual fue copropietario junto a su hermano Giapeco.
Además de ser artista, Caporali también estuvo muy involucrado en la política de Perugia. Fue prior de su ciudad, camerlengo de la Compañía de Iluminadores, fue elegido capitán del pueblo y ocupó varios puestos de liderazgo en el Gremio de Pintores de Umbría a lo largo de su carrera. Su opinión era muy valorada en la comunidad artística, ya que se le pedía con frecuencia que estimara el valor de las obras de otros artistas. Era conocido por tener un temperamento emocional extremadamente uniforme, y en un caso se le describe como "flemático".
Su muerte se produjo entre el año 1503 y el 8 de octubre de 1505, ya que en un documento de esa fecha se describe a su hijo, un canónigo de San Lorenzo, como Ser Camilo quondam Bartholomei Caporalis. El último documento que menciona a Caporali vivo data de 1503.

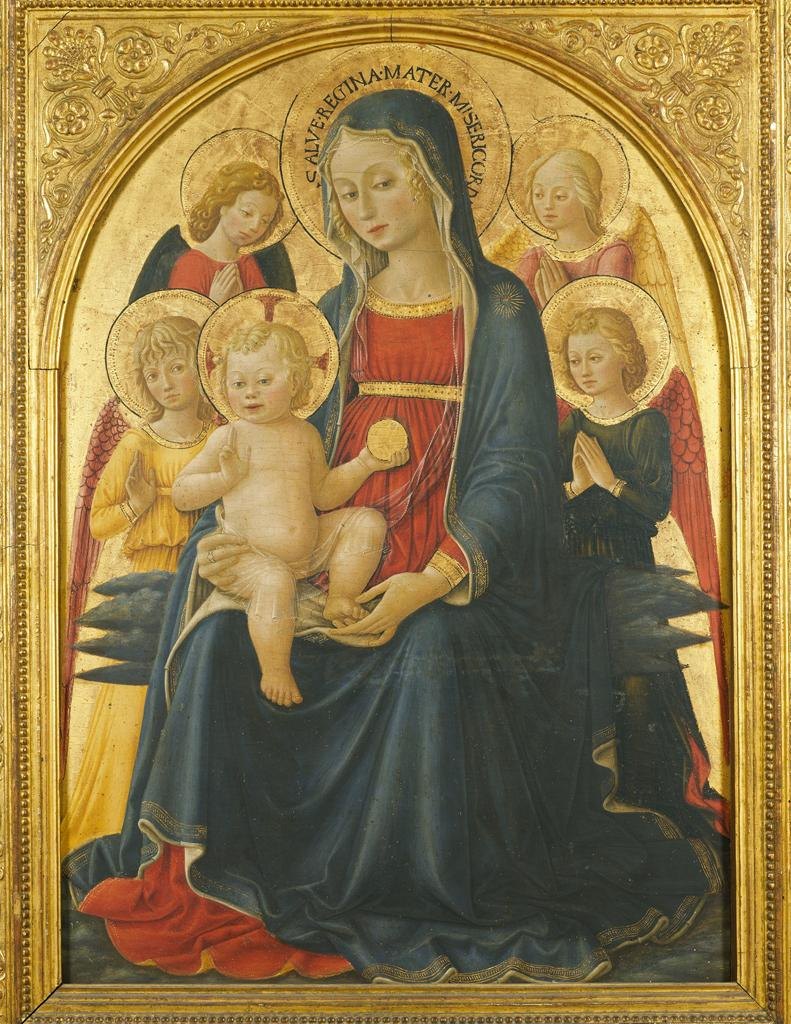
Madonna y el Niño con Cuatro Ángeles

## Estilo
Caporali tenía un estilo artístico que se describe mejor como camaleónico, ya que fue un maestro en la absorción de las nuevas técnicas, habilidades y modas de sus contemporáneos. Aunque el trabajo de Caporali era mejor conocido dentro de Umbría, colaboraba constantemente con los pintores provinciales del Renacimiento para aprender, relacionarse y desarrollar su estilo.
Un atributo conocido del trabajo de Carporali es su aguda atención al detalle. Esto se puede ver en los detalles particulares en la ropa de sus figuras para dar sustancia y diferenciar entre telas; las túnicas de sus ángeles tienen un espesor aterciopelado, y sus Madonnas tienen complejas bordados dobles pintadas en sus capas. Además, su trabajo es conocido por las suaves expresiones faciales de sus sujetos y la peculiar transparencia de su tono de piel facial. Fuertes detalles de oro en la carne, grandes ojos infantiles con duras líneas negruzcas bajo los párpados superiores, dedos demasiado largos y bocas sensibles dibujadas por largas pinceladas paralelas son todos detalles que definen su trabajo.
Al igual que la mayoría de los pintores renacentistas, el estilo de Caporali se transformó a lo largo de su carrera al ser introducido e influenciado por varios artistas. Este patrón a menudo dependía de los artistas que viajaban y trabajaban en Umbría, así como de los contemporáneos más jóvenes y talentosos de Perugia de los que aprendió y tomó prestado. Estos artistas incluyeron a Gozzoli, Boccati, Benozzo, Bonfigli, Perugino, Fiorenzo di Lorenzo y Pintoricchio. En sus últimas obras en particular, Caporali comenzó a producir estrictamente obras relacionadas con la masa impersonal de pinturas religiosas de Umbría inspiradas por Pintoricchio. La calidad de su trabajo se redujo severamente con la edad, hasta el punto en que su mano es casi irreconocible en sus últimas pinturas.

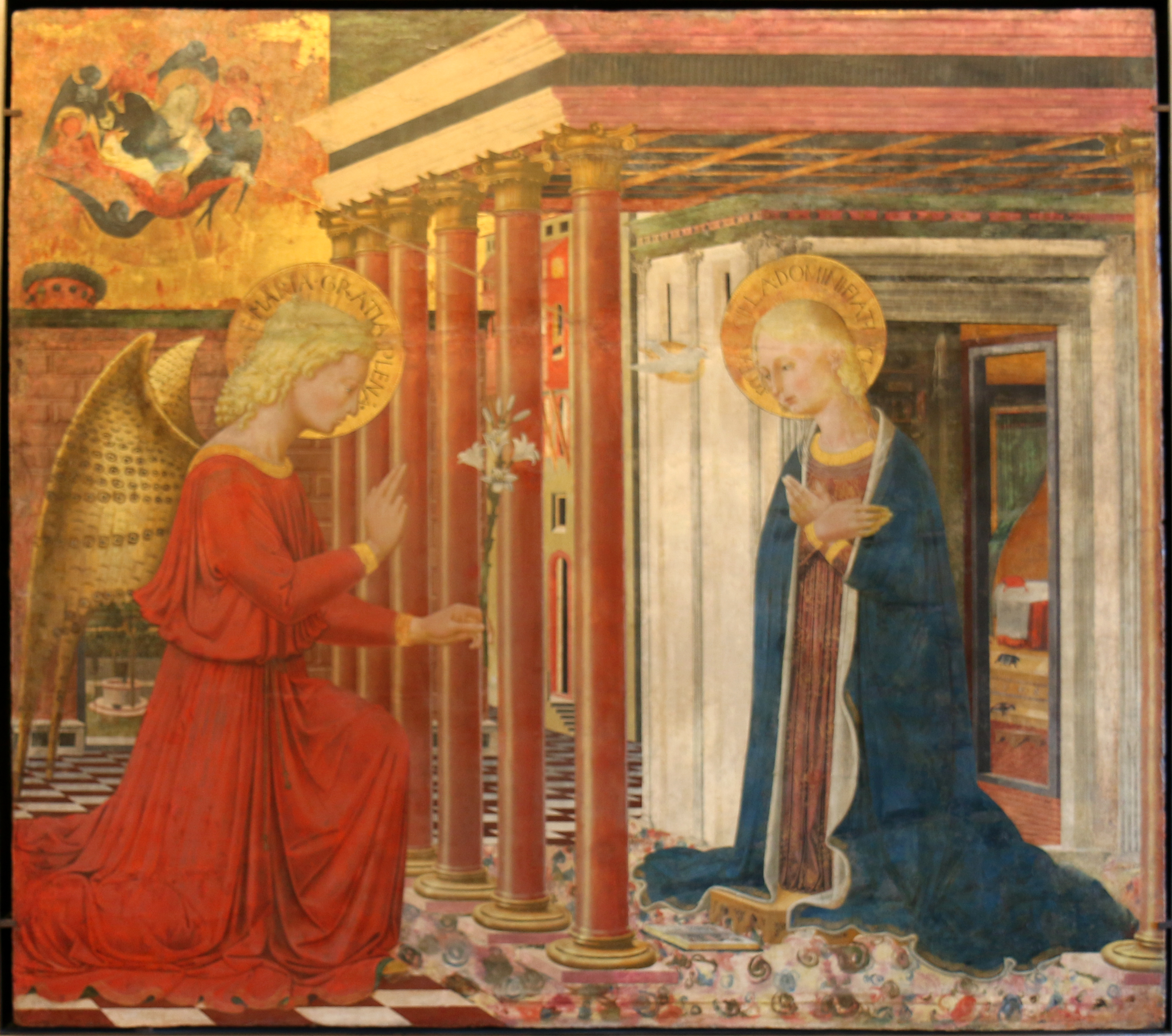
La Anunciación, un trabajo conjunto de Caporali y Bonfigli

## Formación y primeros trabajos
Poco se sabe sobre la formación pictórica de Caporali, sin embargo, hay dos hombres que sin duda influyeron en su carrera artística. Muchos historiadores del arte afirman que estudió con Benozzo Gozzoli, cuyas influencias se ven en muchas de las obras posteriores de Caporali. Sin embargo, según los registros oficiales, Gozzoli no viajó a Umbría hasta que Caporali tenía alrededor de 30 años. Otros afirman que Caporali fue alumno de Giovanni Boccati, sin embargo, existe el mismo problema cronológico, ya que Boccati no vivió en Perugia hasta 1445. Por lo tanto, no se sabe quién introdujo a Caporali en el arte de pintar. Sin embargo, la mayoría de los historiadores de arte atribuyen la mayoría del entrenamiento de Caporali a Gozzoli.
El primer registro documental de Bartolomeo Caporali es su matriculación en el Gremio de Pintores de Perugia en el año 1442. Además, a fines del siglo XV, una importante escuela local de pintura se desarrolló en Perugia, y sus principales exponentes fueron Benedetto Bonfigli, Bartolomeo Caporali, Fiorenzo di Lorenzo, Bernadro Pinturicchio y Perugino. A pesar de que colaboró con todos estos artistas, Caporali trabajó especialmente de cerca con Bonfigli durante el comienzo de sus carreras. De hecho, los historiadores del arte moderno tienen problemas para discernir entre sus primeras obras debido a sus fuertes semejanzas en la técnica, muy probablemente porque fueron educados bajo las mismas influencias, si no el mismo maestro.
Después de la muerte de su padre en 1452, Bartolomeo y su hermano renunciaron a su herencia y se mudaron a Porta Eburnea. Es aquí donde el primer registro de la obra de Bartolomeo aparece en 1454 cuando pinta una Maesta y una Pieta para el Palazzo dei Priori en la Udienza dei Calzolari. Esta comisión dio lugar a que alcanzara el estado de maestro independiente y altamente considerado. A partir de este momento, Bartolomeo recibió muchas comisiones y expandió su red colaborando en proyectos con artistas famosos como Giapeco, Boccati y Bonfigli. Su voluntad de colaborar y dominar nuevas técnicas y habilidades para llegar a mercados más amplios habla de su talento como hombre de negocios. Sin embargo, la mayoría de los trabajos de este primer período de su carrera no están documentados, y es difícil precisar con quién colaboró en el trabajo que puede identificarse como suyo.

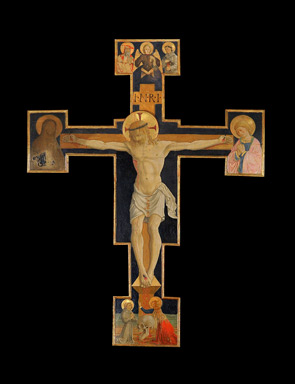
Crucifijo Pintado

## Obras notables
Una de sus primeras obras principales fue La Virgen y el niño entre dos ángeles rezando. Hecha alrededor de 1450, esta pintura está pintada sobre panel con tempura, aceite y oro, y está en buenas condiciones. El dibujo lineal y el tratamiento complejo en los pliegues de la ropa recuerdan al trabajo de Bonfigli, lo que indica que él y Caporali tenían una relación profesional mucho antes de su primera colaboración conocida en 1467. Además, este trabajo se distingue por la colocación de los ángeles en una parte superior, implicando profundidad.
En la segunda mitad de la década de 1460, Bartolomeo parecía haber solidificado su lugar como maestro en Italia. Esto se debe a la mayor documentación y preservación de sus obras de este período tanto en Perugia como en Roma. Mientras continuaba fabricando objetos pintados y dorados para el municipio de Perugia y la abadía de San Pietro con el fin de obtener un ingreso estable, Bartolomeo también trabajó en sus comisiones más famosas.
Una de esas obras es la Asunción de la Virgen en el Monasterio de Santa Giuliana, de Perugia. Terminado en 1469, es un fresco monumental con una composición de tonos claros que se distingue por ricas y elegantes telas formales sobre los ángeles y la Virgen. Tuvo muy buena acogida debido a sus "arcaísmos compositivos refinados en armonía con las decoraciones antiguas de la abadía", y representa la capacidad de Caporali para incorporar nuevas técnicas y estilos con éxito en espacios más antiguos.
El Misal Caporali es notable por varias razones. Primero, era un libro religioso decorado que contenía los textos de la misa, que es diferente a la mayoría de los proyectos en los que Bartolomeo trabajó. Segundo, este misal en particular fue un proyecto conjunto con su hermano, Giapeco. Este misal se ejecutó para el convento franciscano de San Francesco, en Montone, cerca de Perugia, un convento exclusivamente masculino que aún existe en la actualidad. El misal en sí se completó en 1469. En tercer lugar, sobrevive completo con sus cuatrocientos folios en muy buen estado. La decoración más prominente del misal se asigna a tres iluminaciones de página completa. Comparado con otros misales en este período, el misal de Caporali fue espectacularmente decorativo.

Su Virgen con el Niño con Seis Ángeles parece ser la primera pintura pintada al óleo en esta ciudad, un honor que hasta el descubrimiento había sido otorgado por Vasari a Perugino.

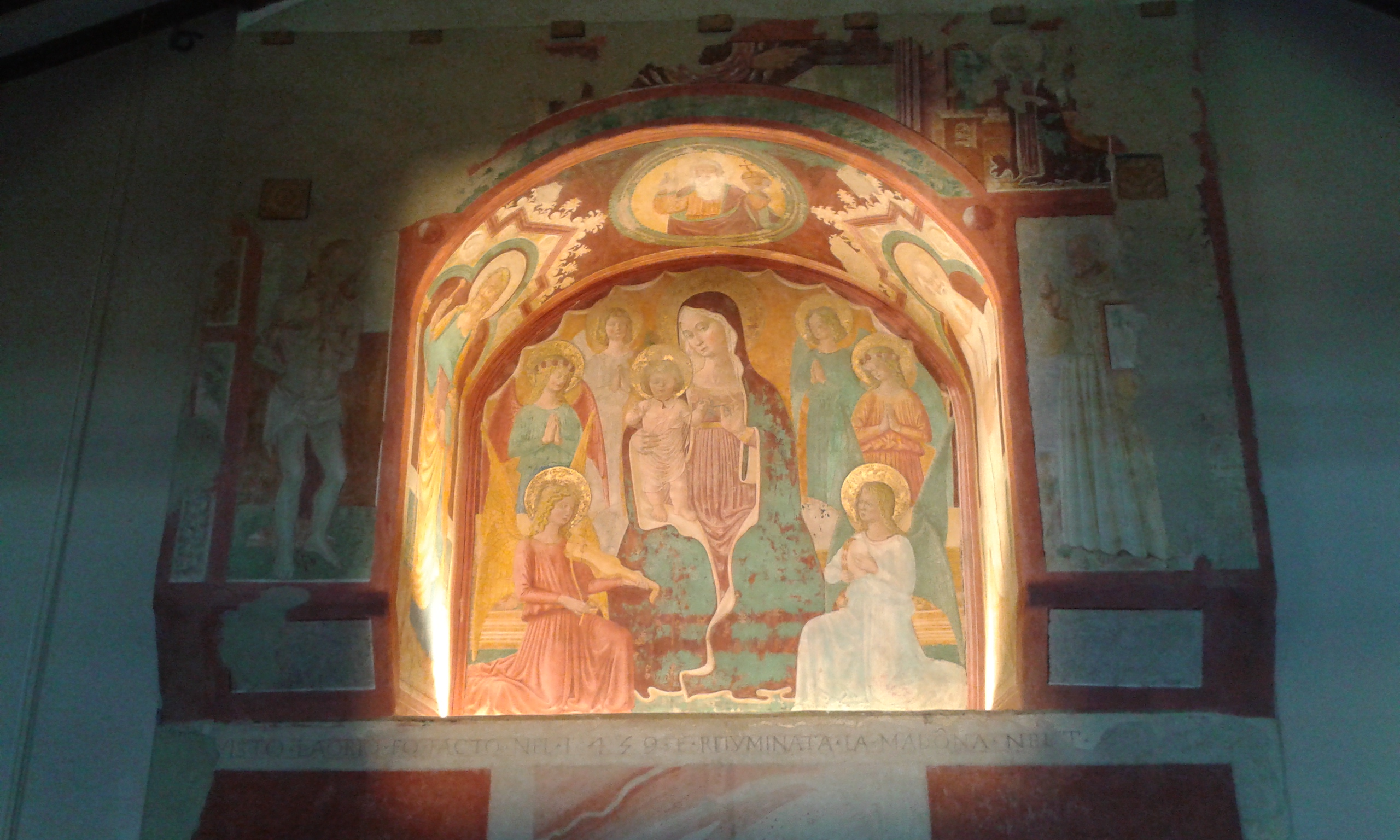
Madonna del Fanciullo

Su Adoración de los pastores (1477-79) representa su habilidad para exhibir habilidades aprendidas de sus mentores y experimentar en nuevos medios. El uso de pintura al óleo le permitió prestar mayor atención a los detalles mediante el uso de nuevas herramientas caligráficas, una habilidad que recogió de Bernardino Pinturicchio, que pasó un tiempo en el taller de Bartolomeo unos años antes. Alrededor de este mismo tiempo, el hermano de Bartolomeo, Giacomo, murió en 1478. Posteriormente, fue nombrado para completar el mandato de Giacomo como tesorero del Gremio de Miniaturistas. Durante su tiempo en esta posición, pintó una miniatura que representa la Anunciación en los libros de coro del Monasterio de San Pietro en Perugia.
En la década de 1480, Bartolomeo cambió hacia el "estilo suave" desarrollado por Perugino en las paredes de la Capilla Sixtina y que llevó a Perugia. Una obra que ejemplifica esto es su Madonna del visillo, completada en 1484 y encargada por la familia Alessandri y los juristas peruginos. Su asistente en ese momento era Lattazino di Giovanni, quien se cree que trabajó con él durante este período.

## Legado y significado
Los historiadores del arte difieren en el grado de influencia de Caporali en la pintura renacentista. Mientras que Fliegel lo ve como un importante influyente en artistas de Umbría objetivamente mayores como Fiorenzo di Lorenzo y Perugino, otros encuentran que su contemporáneo Bonfigli es superior y asume el papel de influyente en la región de Umbría durante este período. Como escribió Van Marle, "cuando no tenía un artista mejor para aprender, tenía una tendencia a descender a un nivel casi provincial".
Sin embargo, pocas obras documentadas de artistas renacentistas menos conocidos como Caporali sobreviven. Como resultado, ha habido una tendencia a otorgar atribuciones en torno a las pocas personalidades artísticas reconocibles de la época, cuando en realidad podrían pertenecer a maestros menos conocidos como Caporali. En el caso de Caporali, un artículo afirma que el tríptico Giustizia y el Retablo de la National Gallery son probablemente su obra y de Sante di Apollonio, en lugar de ser de Fiorenzo di Lorenzo, a quien se atribuye actualmente. Revelaría el uso de ideas de fuentes paduanas y marginales dentro de estructuras pictóricas que hacen referencia al trabajo de Benozzo Gozzoli, combinado con un esfuerzo decidido por dominar el estilo de Perugino. Su significado es que puede haber más obras de arte durante este período atribuidas a los grandes que pueden pertenecer a los pintores renacentistas menos conocidos.

## Obras mayores
- Virgen con el niño entre dos ángeles rezando, 1450, colección privada en Francia
- Madonna y el Niño con cuatro ángeles, 1450, Galleria degli Uffizi, Florencia, Italia.
- Anunciación, un tríptico co-pintado con Bonfigli (1467-1468), Iglesia de San Domenico (Santo Domingo), Perugia.
- Maesta y una Piedad, ~ 1460, Palazzo dei Priori en la Udienza dei Calzolari
- Asunción de la Virgen, 1469
- San Francisco de Asís, Herculano, Lucas y Santiago el Mayor, Museo del Hermitage, San Petersburgo
- Virgen, niño y ángeles (1477-1479), Galería Nacional de Umbría, Perugia
- Virgen con el Niño con Seis Ángeles, 1477-1479, Galería Nacional de Umbría
- Crucifijo (1460-1470), San Michele Arcangelo
- El Ángel de la Anunciación y La Virgen Anunciada (1460-1470), Galleria Nazionale dell'Umbria, Perugia
- Adoración de los pastores (1477-79)
- Gonfalon con la Virgen de la Misericordia y los Santos (1482), Museo di San Francesco, Montone
- Madonna y Santos (1487) para la iglesia de Santa Maria Maddalena en Castiglione del Lago
- La Virgen y el Niño entre dos Ángeles que oran,
- Pietà (1486), Catedral de Perugia.
- Monje y un Hermano Laico.